# Armando Carvajal

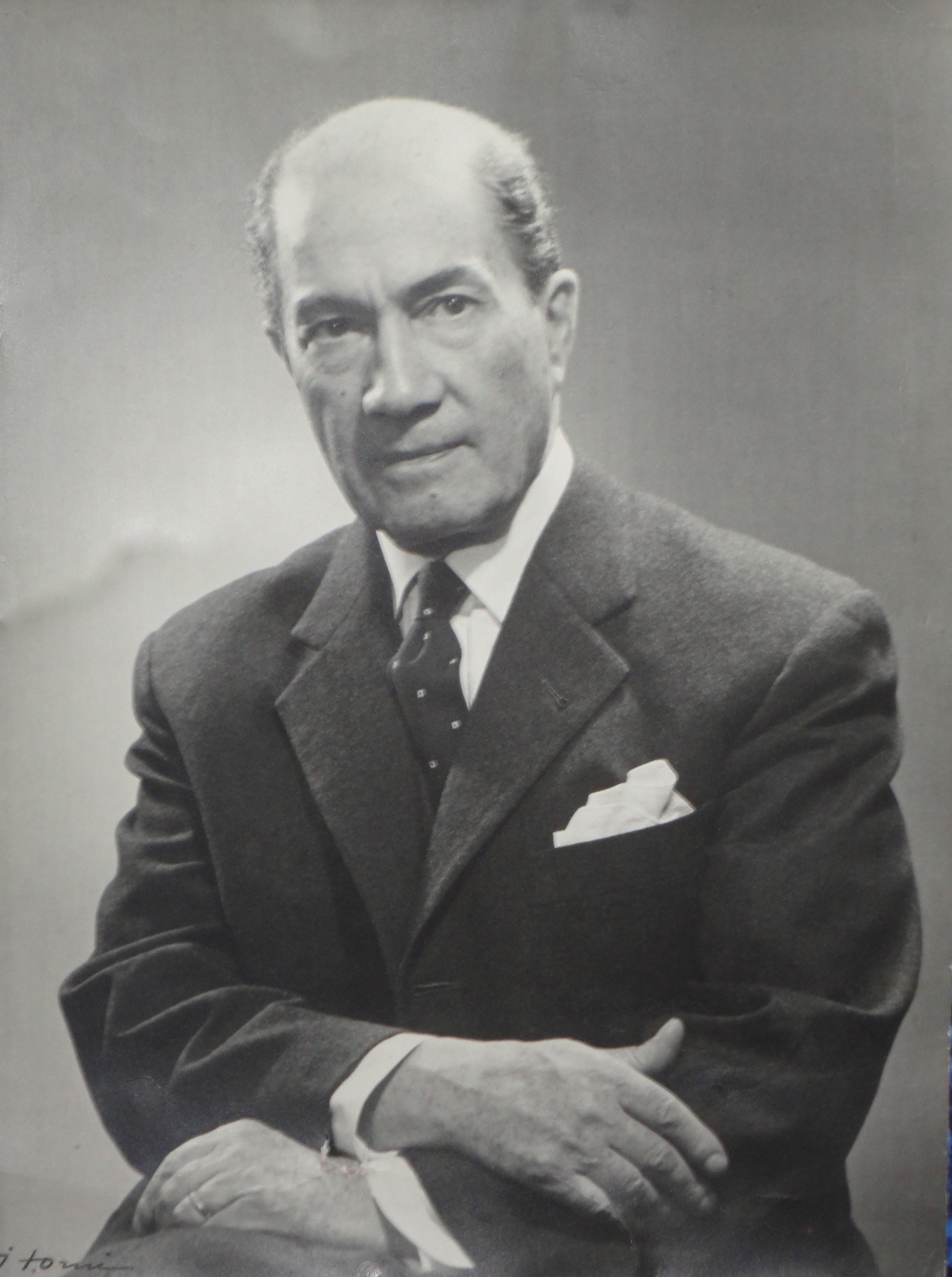

 Armando Carvajal Quiroz (el 7 de junio de 1893 en Santiago de Chile -  29 de agosto de 1972 en Santiago de Chile), Fue un compositor, pedagogo, militante comunista y director de orquesta chileno. Armando fue fundador y primer director titular de la Orquesta Sinfónica de Chile, clave en el desarrollo de la música chilena a partir de los años 20. Esposo de Blanca Hauser, reconocida soprano chilena, una de las grandes figuras de la lírica entre los años 30 y 50.

## Biografía

### Su infancia y juventud
Carvajal y de Sara Quiroz. Hizo sus estudios de Humanidades en el Instituto Nacional, e ingresó en el Conservatorio Nacional de Música el año 1904. El año anterior había realizado su primera aparición pública, en que interpretó la Petite Gavotte, de D'Ambé, que mereció calurosas ovaciones. Sus maestros fueron José Agustín Reyes (en teoría musical), José Varalla (en violín), Luis Esteban Giarda y Enrique Soro (en armonía, contrapunto y composición). Fue nombrado ayudante de la cátedra de violín en 1911, con dos horas de clases. Al año entrante, obtuvo el diploma que lo acreditaba como profesor egresado del curso superior de violín. También concluyó otros estudios que realizaba conjuntamente con el aprendizaje del violín.

### Su etapa profesional
En 1912, ya titulado, formó parte del Trío Penha como primer violín. Con este grupo participó en numerosos conciertos ofrecidos en la capital chilena y en giras a las provincias. Se mantuvo en el trío por tres años. Su prestigio como intérprete comenzó a brotar rápidamente, razón que lo llevó a ser contratado en 1915 como primer violín solista en la Orquesta del Teatro Municipal de Santiago, puesto que desempeñó hasta 1927. Simultáneamente ejerció labores docentes en el Conservatorio Nacional, entre 1919 y 1927. Dirigió la Orquesta del Municipal en el matrimonio del presidente Carlos Ibáñez del Campo (el 3 de diciembre de 1927), y la primera pieza que tocó fue la Marcha nupcial de Mendelssohn.
En 1928 tomó activa militancia en el grupo de músicos que promovieron la reforma del Conservatorio Nacional, luego de la cual se le nombró director de esa academia ese mismo año, prolongándose esta actividad hasta 1943. Además, fue decano de la Facultad de Bellas Artes de la Universidad de Chile (1931-1932). Durante el período en que lo tocó estar a la cabeza del organismo formador de músicos, estuvo a cargo de las asignaturas de Conjunto Instrumental, Conjunto de Cámara y Ópera.

### El director de orquesta
Si Armando Carvajal se destacó como maestro y organizador, mayor relieve gozó como director de orquesta. Luego de algunas presentaciones dirigiendo la Orquesta de la Ópera, inició formalmente su carrera como director de conciertos en 1924, cuando asumió la organización de los conjuntos instrumentales de la Sociedad Bach. Con ellos, Carvajal estrenó en Chile el Oratorio de Navidad BWV 248 (Weihnachts-Oratorium, en alemán), de Johann Sebastian Bach. Tras la disolución de la referidad sociedad (1932), reunió a los conjuntos y recibió adherentes de otros coros y dirigió las primeras interpretaciones chilenas de la Pasión según san Mateo BWV 244 (Matthäus-Passion) y la Misa en si menor BWV 232, importantes obras del genio de Eisenach.
Por aquel tiempo, le cupo ofrecer las primeras audiciones de los oratorios El Mesías (Messiah), de Georg Friedrich Händel; La Creación (Die Schöpfung), de Franz-Joseph Haydn; Elías (Elias), de Félix Mendelssohn; y la Sinfonía de Salmos (Symphony of Psalms), de Igor Stravinsky.